# محمد حسين صفار
محمد حسين صفار هرندي (مواليد 1953) کان وزير الإعلام والإرشاد الإسلامي في إيران في الفترة الأولي من حکومة محمود أحمدي نجاد. ولد في طهران عام 1953، وتخرج من جامعة إيران للعلوم والتقنية فرع الهندسة المدنية في 1973. حصل على درجة الماجستير في العلوم العسكرية عام 1993، وأكمل شهادة في الإدارة الاستراتيجية في 1994.
كان نائبا لقائد قوات حرس الثورة الإسلامية في هرمزغان وكرمان بين 1980-1983.
كوزيرا للإعلام والإرشاد الإسلامي في إيران، فعندما تقلد محمد حسين صفار منصبه، صرح أن أول الأمور التي سيتعامل معها ستكون أنواع الموسيقى التي لا تتماشى مع قيم الثورة الإسلامية الإيرانية، من أنواع الموسيقى التي يشير إليها الراب والروك. وقد دعا الموسيقيين الإيرانيين إلى إنتاج موسيقى مسالمة وهادفة.